# Canada op de Olympische Winterspelen 1964
Tijdens de Olympische Winterspelen van 1964, die in Innsbruck (Oostenrijk) werden gehouden, nam Canada voor de negende keer deel.

## Medailleoverzicht
| Sport       | Olympiër                                        | Discipline    | Medaille |
| ----------- | ----------------------------------------------- | ------------- | -------- |
| Bobsleeën   | Vic Emery Peter Kirby Douglas Anakin John Emery | 4-mansbob (m) | Goud     |
| Kunstrijden | Debbi Wilkes Guy Revell                         | paarrijden    | Zilver   |
| Kunstrijden | Petra Burka                                     | vrouwen       | Brons    |

## Deelnemers en resultaten

### Alpineskiën
| Olympiër          | Discipline       | Resultaat | Prestatie                           |
| ----------------- | ---------------- | --------- | ----------------------------------- |
| Gary Battistella  | afdaling (m)     | 28e       | 2.27,74 (+9,58)                     |
| Gary Battistella  | reuzenslalom (m) | dq        | diskwalificatie                     |
| Jean-Guy Brunet   | afdaling (m)     | 25e       | 2.26,59 (+8,43)                     |
| Jean-Guy Brunet   | reuzenslalom (m) | 27e       | 1.59,60 (+12,89)                    |
| Jean-Guy Brunet   | slalom (m)       | dq-1      | diskwalificatie run 1               |
| Peter Duncan      | afdaling (m)     | 34e       | 2.30,06 (+11,90)                    |
| Peter Duncan      | reuzenslalom (m) | 26e       | 1.58,44 (+11,73)                    |
| Peter Duncan      | slalom (m)       | 19e       | 2.19,10 (+7,97) 1.14,22+1.04,88     |
| Rod Hebron        | afdaling (m)     | 30e       | 2.27,90 (+9,74)                     |
| Rod Hebron        | reuzenslalom (m) | dnf       | opgave                              |
| Rod Hebron        | slalom (m)       | dq-1      | diskwalificatie run 1               |
| Robert Swan       | slalom (m)       | dnq       | niet geplaatst voor finalewedstrijd |
|                   |                  |           |                                     |
| Linda Crutchfield | afdaling (v)     | 24e       | 2.03,10 (+7,71)                     |
| Linda Crutchfield | reuzenslalom (v) | 32e       | 2.05,04 (+12,80)                    |
| Linda Crutchfield | slalom (v)       | 16e       | 1.43,15 (+13,29) 49,38+53,77        |
| Karen Dokka       | afdaling (v)     | 28e       | 2.04,04 (+8,65)                     |
| Karen Dokka       | reuzenslalom (v) | 34e       | 2.09,63 (+17,39)                    |
| Karen Dokka       | slalom (v)       | dq-1      | diskwalificatie run 1               |
| Nancy Greene      | afdaling (v)     | 7e        | 1.59,23 (+3,84)                     |
| Nancy Greene      | reuzenslalom (v) | 16e       | 1.57,76 (+5,52)                     |
| Nancy Greene      | slalom (v)       | 15e       | 1.41,42 (+11,56) 49,95+51,47        |
| Nancy Holland     | afdaling (v)     | 34e       | 2.04,53 (+9,14)                     |
| Nancy Holland     | reuzenslalom (v) | 31e       | 2.04,39 (+12,15)                    |
| Nancy Holland     | slalom (v)       | dq-2      | diskwalificatie run 2               |

### Bobsleeën
| Olympiër                                               | Discipline              | Resultaat | Prestatie                                               |
| ------------------------------------------------------ | ----------------------- | --------- | ------------------------------------------------------- |
| John Emery Gordon Currie                               | 2-mansbob (m) Canada I  | 11e       | 4.28,87 (+6,97) (1.07,85 / 1.07,64 / 1.06,75 / 1.06,63) |
| Vic Emery Peter Kirby                                  | 2-mansbob (m) Canada II | 4e        | 4.23,49 (+1,59) (1.05,15 / 1.05,93 / 1.05,96 / 1.06,45) |
| Vic Emery Peter Kirby Douglas Anakin John Emery        | 4-mansbob (m) Canada I  | Goud      | 4.14,46 (1.02,99 / 1.03,82 / 1.03,64 / 1.04,01)         |
| Monty Gordon Chris Ondaatje David Hobart Gordon Currie | 4-mansbob (m) Canada II | 14e       | 4.19,78 (+5,32) (1.04,63 / 1.04,43 / 1.05,06 / 1.05,66) |

### Kunstrijden
| Olympiër                  | Discipline | Resultaat | Prestatie                |
| ------------------------- | ---------- | --------- | ------------------------ |
| Donald Knight             | mannen     | 9e        | pc. 85,0; 1746,6 punten  |
| Charles Snelling          | mannen     | 13e       | pc. 117,0; 1705,5 punten |
| Bill Neale                | mannen     | 16e       | pc. 143,0; 1667,7 punten |
| Petra Burka               | vrouwen    | Brons     | pc. 25,0; 1940,0 punten  |
| Wendy Griner              | vrouwen    | 10e       | pc. 91,0; 1775,3 punten  |
| Shirra Kenworthy          | vrouwen    | 12e       | pc. 104,0; 1756,3 punten |
| Debbi Wilkes Guy Revell   | paarrijden | Zilver    | pc. 35,5; 98,5 punten    |
| Faye Strutt Jim Watters   | paarrijden | 14e       | pc. 122,5; 85,3 punten   |
| Linda Ward Neil Carpenter | paarrijden | 16e       | pc. 128,5; 84,2 punten   |

### Langlaufen
| Olympiër                                               | Discipline            | Resultaat | Prestatie                                                    |
| ------------------------------------------------------ | --------------------- | --------- | ------------------------------------------------------------ |
| Eric Luoma                                             | 15 km (m)             | 61e       | 1:01.39,8 (+10.45,7)                                         |
| Eric Luoma                                             | 50 km (m)             | dnf       | opgave                                                       |
| Donald MacLeod                                         | 15 km (m)             | 34e       | 55.58,5 (+5.04,4)                                            |
| Donald MacLeod                                         | 30 km (m)             | 38e       | 1:42.17,7 (+11.27,0)                                         |
| Franz Portmann                                         | 15 km (m)             | 51e       | 58.47,0 (+7.52,9)                                            |
| Franz Portmann                                         | 50 km (m)             | dnf       | opgave                                                       |
| Martti Rautio                                          | 15 km (m)             | 65e       | 1:02.52,4 (+11.58,3)                                         |
| Martti Rautio                                          | 30 km (m)             | 52e       | 1:46.18,6 (+15.27,9)                                         |
| Donald MacLeod Martti Rautio Eric Luoma Franz Portmann | 4x10 km estafette (m) | 15e       | 2:44.29,1 (+25.54,5) (41.07,2 / 41.23,1 / 42.58,8 / 39.00,0) |

### Rodelen
| Olympiër       | Discipline | Resultaat | Prestatie |
| -------------- | ---------- | --------- | --------- |
| Douglas Anakin | mannen     | dnf       | opgave    |

### Schaatsen
| Olympiër         | Discipline   | Resultaat | Prestatie         |
| ---------------- | ------------ | --------- | ----------------- |
| Gerald Koning    | 1500 m (m)   | 47e       | 2.24,0 (+13,7)    |
| Gerald Koning    | 5000 m (m)   | 35e       | 8.26,9 (+48,5)    |
| Ralf Olin        | 500 m (m)    | 39e       | 44,2 (+4,1)       |
| Ralf Olin        | 1500 m (m)   | 37e       | 2.19,7 (+9,4)     |
| Ralf Olin        | 5000 m (m)   | 25e       | 8.18,2 (+39,8)    |
| Ralf Olin        | 10.000 m (m) | 15e       | 16.53,3 (+1.03,2) |
|                  |              |           |                   |
| Doreen McCannell | 500 m (v)    | 13e       | 48,0 (+3,0)       |
| Doreen McCannell | 1000 m (v)   | 13e       | 1.39,4 (+6,2)     |
| Doreen McCannell | 1500 m (v)   | 13e       | 2.32,7 (+10,1)    |
| Doreen McCannell | 3000 m (v)   | 8e        | 5.26,4 (+11,5)    |
| Doreen Ryan      | 500 m (v)    | 10e       | 47,7 (+2,7)       |
| Doreen Ryan      | 1000 m (v)   | 11e       | 1.38,7 (+5,5)     |
| Doreen Ryan      | 1500 m (v)   | 16e       | 2.34,0 (+11,4)    |
| Doreen Ryan      | 3000 m (v)   | 24e       | 5.46,5 (+31,6)    |

### Schansspringen
| Olympiër     | Discipline         | Resultaat | Prestatie                                              |
| ------------ | ------------------ | --------- | ------------------------------------------------------ |
| Kaare Lien   | normale schans (m) | 43e       | 188,3 punten 93,9 (72,0 m)+94,4 (72,0 m)+90,2 (69,0 m) |
| Kaare Lien   | grote schans (m)   | 45e       | 175,3 punten 91,4 (83,5 m)+83,9 (73,0 m)+74,0 (62,0 m) |
| John McInnes | normale schans (m) | 53e       | 166,3 punten 76,7 (62,0 m)+82,9 (65,5 m)+83,4 (65,0 m) |
| John McInnes | grote schans (m)   | 50e       | 167,3 punten 86,4 (79,0 m)+80,9 (73,5 m)+79,4 (66,0 m) |

### IJshockey
| Olympiër | Discipline | Resultaat | Prestatie |
| --- | ---------- | --------- | --- |
| Hank Akervall Gary Begg Roger Bourbonnais Ken Broderick Ray Cadieux Terry Clancy Brian Conacher Paul Conlin Gary Dineen Bob Forhan Marshall Johnston Seth Martin Barry MacKenzie Terry O'Malley Rod Seiling George Swarbrick | mannen     | 4e        | kwalificatieronde: 14 - 1 Canada - Joegoslavië A-groep (1e-8e plaats): 8 - 0 Canada - Zwitserland 3 - 1 Canada - Zweden 4 - 2 Canada - Duits eenheidsteam 8 - 6 Canada - Verenigde Staten 6 - 2 Canada - Finland 1 - 3 Canada - Tsjecho-Slowakije 2 - 3 Canada - Sovjet-Unie |

Argentinië · Australië · België · Bulgarije · Canada · Chili · Denemarken · Duits eenheidsteam · Finland · Frankrijk · Griekenland · Groot-Brittannië · Hongarije · IJsland · India · Iran · Italië · Japan · Joegoslavië · Libanon · Liechtenstein · Mongolië · Nederland ·  Noord-Korea · Noorwegen · Oostenrijk · Polen · Roemenië · Sovjet-Unie · Spanje · Tsjecho-Slowakije · Turkije · Verenigde Staten · Zuid-Korea · Zweden · Zwitserland